# Earl K. Miller
Pour les articles homonymes, voir Miller.
Earl Keith Miller (né le 30 novembre 1962 à Columbus dans l'Ohio) est un chercheur en systèmes et neurosciences cognitives, dont la recherche porte sur les mécanismes neuronaux de l'apprentissage, de la mémoire et de la cognition Earl Miller est un Professeur de Neurosciences Picower avec à l'Institut Picower pour l'Apprentissage et la Mémoire et le Département du Cerveau et des Sciences Cognitives au MIT. Il est également le directeur scientifique et cofondateur de SplitSage.

## Éducation
Earl Miller a reçu un B.A. (summa cum laude, avec mention) en psychologie de Université d'État de Kent (1985), M. A. en psychologie et neurosciences de l'Université de Princeton (1987), et un Doctorat en psychologie et neurosciences de l'Université de Princeton (1990). De 1990 à 1995, il a été boursier postdoctoral dans le Laboratoire de Neuropsychologie au National Institute of Mental Health.

## Distinctions
Earl Miller a remporté de nombreux prix tout au long de sa carrière, y compris le McKnight Scholar Award (1996),[réf. nécessaire] Pew Scholar Award (1996) Jean Merck Scholar Award (1998),[réf. nécessaire] la Société des Neurosciences Young Investigator Award (2000) de l'Académie Nationale des Sciences' Troland de la Bourse de Recherche (2000), il a été pensionnaire MIT deux ans d'avance (1999), Fellow de l'Association Américaine pour l'Avancement de la Science (2005),[réf. nécessaire] la Mathilde Solowey Prix dans le domaine des Neurosciences (2007),[réf. nécessaire]un Prix du MÉRITE de l'Institut National de la Santé Mentale (2010)[réf. nécessaire]un Amar G. Bose, la Bourse de Recherche (2014), la Kent State University Professionnel Achievement Award, la Goldman-Rakic Prix pour Réalisation Exceptionnelle dans le domaine des Neurosciences Cognitives (2016), Paul et Lilah Newton, la Science du Cerveau Award (2017), et l'élection à l'Académie Américaine des Arts et des Sciences (2017), l'un des plus prestigieux du pays d'honneur des sociétés. Il a prononcé le discours d'Ouverture à la Kent State University en 2016.
L'article scientifique de Earl Miller avec Jonathan Cohen, “Une Théorie Intégrative du Cortex Préfrontal Fonction" a été désigné comme un Classique des articles les plus cités dans le domaine des Neurosciences et du Comportement. En juillet 2017, Miller et Cohen (2001) est le 5e plus souvent cité en Neurosciences. Son papier avec Tim Buschman, "Top-down versus Bottom-up Control of Attention in the Prefrontal and Posterior Parietal Cortices" est l'article scientifique le plus "Hot" selon The Scientist pour le mois d'octobre 2009,

## Vie professionnelle
En 1995 Earl Miller rejoint le corps professoral du Département de Cerveau et des Sciences Cognitives au MIT comme Assistant Professeur de Neurosciences et avancé rapidement les grades universitaires. Il a reçu mandat en 1999 (en avance) et est devenu Professeur en 2002. Il a été nommé à la chair Picower au MIT en 2003. Il était Directeur Adjoint du Picower Institute pour l'Apprentissage et la Mémoire au MIT de 2001 à 2009, et a été Directeur des Études Supérieures dans le Cerveau et les Sciences Cognitives au MIT. Il a donné de nombreuses conférences dans le monde entier, sert en tant que rédacteur, et conseillé dans les grandes revues scientifiques en neurosciences, et sur des comités consultatifs internationaux. Il a siégé aux conseils consultatifs de NeuroFocus, à Berkeley, en Californie, une société de neuromarketing, et Motimatic. Le professeur Miller est le cofondateur et chef de la direction Scientifique de SplitSage.

## Recherche
La recherche de Earl Miller vise à comprendre comment le cortex préfrontal, un système nerveux situé dans le lobe frontal du cerveau, subsert le contrôle cognitif. Le contrôle cognitif ou le contrôle de l'exécutif implique les plus élevé-de des traitements qui entre en jeu lors de notre comportement qui doit être guidée par des plans, des réflexions, et les objectifs. Ce genre de comportement contraste avec celui qui est dû principalement à des stimuli externes ou par l'émotion, ainsi qu'avec le comportement qui est stéréotypé et automatique. Bien que le cortex préfrontal (PFC) ait longtemps été pensé à la médiation des fonctions de direction dans le cerveau humain, les mécanismes par lesquels PFC réglemente et détermine un objectif-orienté, ne sont pas clairement compris.
Les recherches menées dans les laboratoires d'Earl Miller ont montré que ce type de contrôle cognitif se manifeste dans l'activité neuronale dans le cortex préfrontal. L'activation des neurones du cortex préfrontal peuvent rendre compte des processus cognitifs abstraits qui guident le comportement lors d'un contrôle-tâche exigeant. Les neurones du cortex préfrontal, ainsi, ont été documentés pour représenter les règles abstraites telles que "même contre différents" de processus de la catégorie ou de la quantité de stimuli visuels, et de guider l'allocation des ressources attentionnelles. L'activité reflète la reconfiguration flexible de stimulus-réponse, les associations. Ces résultats ont émergé à l'aide d'une combinaison d'électrophysiologie, psychophysique, et des techniques de calcul.
Miller a innové dans les techniques pour l'enregistrement à partir d'un grand nombre de neurones simultanément dans plusieurs zones du cerveau. C'est une déviation de l'approche classique mono-neurone. Elle permet une vision plus détaillée et la comparaison directe des propriétés des neurones entre les zones du cerveau qui ne sont pas influencés par des facteurs extérieurs et de l'examen de la dynamique temporelle de l'activité entre les neurones Le laboratoire de Miller utilise cette approche pour faire un certain nombre de découvertes de la façon dont les différentes zones du cerveau collaborent afin de produire de la pensée et de l'action. Cela inclut les récentes découvertes de l'oscillation des ondes cérébrales" qui contrôlent le moment de déplacements de l'attention et que la quantité d'élément différents que la mémoire à court terme peut gérer simultanément sur les différentes phases des ondes cérébrales. Cette découverte peut expliquer pourquoi nous ne pouvons penser qu'à quelques choses à la fois.

## Apparitions dans les médias
Earl Miller fait de fréquentes apparitions dans la presse populaire. Il est présenté dans le Discover Magazine et The New Yorker. Il a écrit une colonne invité[pas clair] dans Fortune. Miller est apparue sur la chaîne NBC Today Show et est un invité fréquent sur la National Public Radio et plusieurs émissions de radio. Il a été cité et/ou de son travail présenté dans le New York Times, CNN, MSNBC, le Time, ABC News, Slate, The Boston Globe, The Times of London, Forbes etc. Une liste de ses apparitions dans les médias est disponible sur son site web